# 日産サティオ弘前
株式会社日産サティオ弘前（にっさんサティオひろさき）は、青森県弘前市に本社を置き、津軽地方において日産自動車製乗用車を取り扱う自動車販売会社である。

## 概要
津軽地方（弘前・五所川原地区）において、日産車の新車・中古車の販売などを行っている。
なお、2007年の色分け廃止後も旧・ブルーステージ店舗は株式会社日産サティオ弘前 弘前日産○○店の名義で運営している。

## 沿革
- 1966年4月 - 日産サニー弘前販売として設立。
- 1990年4月 -日産プリンス青森販売より弘前・五所川原地区の店舗を譲り受ける。
- 2001年4月 - 青森日産自動車より弘前・五所川原地区の店舗を譲り受ける。
- 1999年11月 - 日産サティオ弘前に商号変更。

## 拠点
- 株式会社日産サティオ弘前 本社・弘前店・マイカーセンター／弘前市境関1-1-7
- 株式会社日産サティオ弘前 神田店／弘前市神田2-1-10
- 株式会社日産サティオ弘前 岩木店／弘前市熊嶋字亀田153
- 株式会社日産サティオ弘前 五所川原店／五所川原市広田字柳沼57-1
- 株式会社日産サティオ弘前 カーステージ（中古車）／弘前市神田2-1-10
- 株式会社日産サティオ弘前 カーパレス柏（中古車）／つがる市柏下古川絹森140
- 株式会社日産サティオ弘前 弘前日産弘前東店／弘前市末広1-6-6
- 株式会社日産サティオ弘前 弘前日産城北大橋店／弘前市藤野2-7-1
- 株式会社日産サティオ弘前 弘前日産五所川原・柏店／つがる市柏下古川絹森140

## 青森県内の他の日産ディーラー
- 青森日産自動車
  - むつ日産
  - 三戸日産
  - 十和田東日産
  - 十和田北日産
  - 青森合浦日産
- 日産プリンス青森販売